# Домника Цариградска
Света Домника је хришћанска светитељка из 5. века.
Живела је у време цара Теодосија. Пореклом из Картагине дошла је у Цариград са још четири девојке незнабошке. Патријарх Макарије их је крстио и благословио им да живе као инокиње. Света Домника преда се подвигу са великом ревношћу и у тој ревности није слабила до саме смрти у дубокој старости. Умрла је око 474. године.
Српска православна црква слави је 8. јануара по црквеном, а 21. јануара по грегоријанском календару.